# Bahaa el-Akkad
Bahaa el-Akkad pełne nazwisko Baha el-Din Ahmad Husajn el-Akkad, znany również jako Baha Al-Accad (ur. 1948) – egipski konwertyta, więzień za wiarę.
Przez blisko 20 lat był kierownikiem wspólnoty meczetu oraz członkiem fundamentalistycznej grupy islamskiej. W 2005, pod wpływem studium biblijnego, które ukończył, przeszedł z islamu na chrześcijaństwo, za co został niebawem aresztowany i osadzony w więzieniu o zaostrzonym rygorze. Pod wpływem opinii publicznej o szejku Akkadzie było głośno na całym świecie, a w jego sprawie u prezydenta Husniego Mubaraka, interweniowało Międzynarodowe Towarzystwo Praw Człowieka. W 2006 r., IGFM i agencja informacji „Idea” ogłosiły El-Akkada „więźniem miesiąca”. 30 lipca tego samego roku kairski sąd nakazał zwolnienie szejka, jednak policja zablokowała wykonanie decyzji.
Al-Akkad został zwolniony z więzienia 28 kwietnia 2007 r.